# Omar Hasanin
Omar Hasanin (né le 15 novembre 1978) est un coureur cycliste syrien.

## Biographie
Figurant parmi les meilleurs cyclistes syriens, Omar Hasanin a notamment remporté le Tour de Libye en 2008. En 2008 et 2009, il court au sein de l'équipe continentale qatarie Doha.
En 2014, pendant la Guerre civile syrienne, il est arrêté pour trafic présumé de devises au marché noir. Battu en prison par l'armée syrienne, il perd l'usage de ses deux jambes, ce qui le rend invalide pour pratiquer ce sport. Ce fait est relaté par le témoignage de son compatriote Nazir Jaser, réfugié en Allemagne.

## Palmarès
- 2000
  -  Champion de Syrie sur route
  -  Champion de Syrie du contre-la-montre
- 2005
  - 1re étape du Tour d'Azerbaïdjan
  - 2e étape du Tour of Milad du Nour
  -  Médaillé d'argent du championnat d'Asie sur route
  - 2e du Tour of Milad du Nour
  - 3e du Tour d'Azerbaïdjan
- 2006
  - 1re, 4e et 6e étapes du Tour d'Azerbaïdjan
  -  Médaillé d'argent du championnat arabe sur route
  -  Médaillé de bronze du championnat d'Asie sur route
- 2007
  -  Médaillé d'or sur route au championnat arabe des clubs
  - 2e du Tour de Libye
- 2008
  - Classement général du Tour de Libye
  - 1re étape du Tour de Java oriental
  - 3e de l'International Grand Prix Al-Khor
  - 3e de l'International Grand Prix Messaeed
  -  Médaillé de bronze du championnat arabe du contre-la-montre
- 2009
  -  Médaillé d'argent du championnat arabe sur route
  - 3e de la H. H. Vice-President's Cup
  - 3e de l'Emirates Cup
- 2010
  - 9ea étape du Tour du Maroc
  - 3e étape du Tour of Victory
  -  Médaillé d'argent du championnat arabe sur route
- 2011
  -  Médaillé d'or du contre-la-montre au championnat arabe des clubs
  - 2e étape du Tour of Marmara
  - 2e du Tour of Marmara
  - 2e de Golan I
  -  Médaillé d'argent du championnat arabe sur route

## Classements mondiaux
| Année           | 2005 | 2006 | 2007 | 2008 | 2009 | 2010 | 2011 |
| --------------- | ---- | ---- | ---- | ---- | ---- | ---- | ---- |
| UCI Africa Tour |      |      | 39e  | 18e  |      | 117e |      |
| UCI Asia Tour   | 60e  | 6e   | 173e | 78e  | 21e  | 118e | 79e  |
| UCI Europe Tour |      |      |      |      |      | 920e | 186e |